# Platja de la Mar Menuda

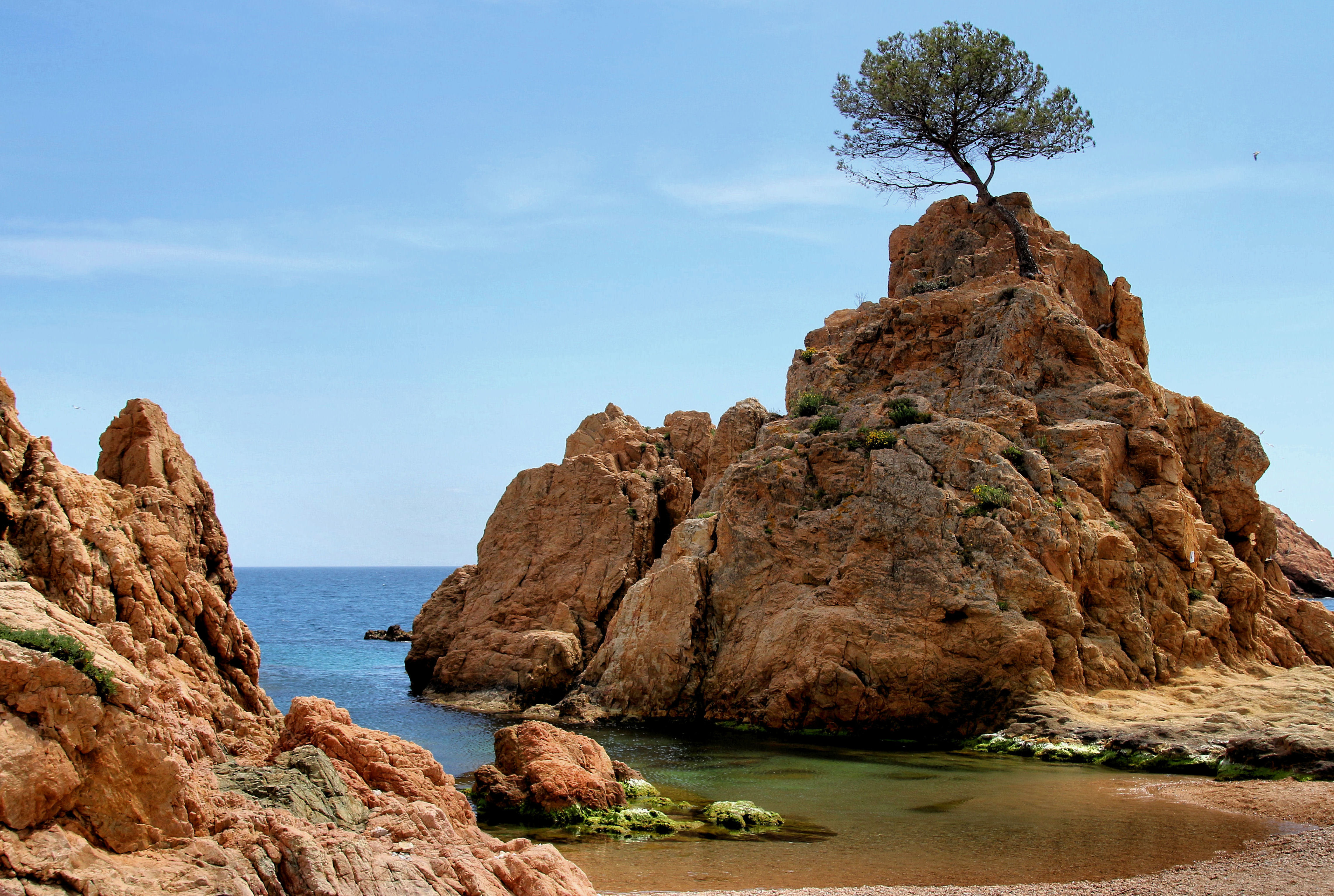
Sa Banyera de ses Dones

La platja de la Mar Menuda és una platja semi-urbana del municipi de Tossa de Mar (Selva), situada a la badia de Tossa, a l'extrem septentrional de la vil·la. Limita al nord amb un tram de penya-segats i al sud amb un roquissar que té continuïtat cap a la Platja Gran de Tossa. Orientada al sud, té una longitud de 161 m i una amplada mitjana de 38 m, formada per sorra gruixuda i grava.
Disposa de tot tipus de serveis, incloent-hi un centre de submarinisme a peu de platja i punts de lloguer de para-sols, patins de pedals, embarcacions de vela lleugera i caiacs. Disposa també de rampes d’accés i cadires amfíbies per a persones amb mobilitat reduïda.
A l'extrem oriental de la platja hi ha unes roques que envolten una petita cala que popularment és coneguda com 'sa Banyera de ses Dones', que per la seva poca profunditat i la tranquil·litat del mar és ideal per als més menuts.
L'Agència Catalana de l'Aigua efectua un control setmanal de la qualitat de l'aigua, durant la temporada de bany, amb el resultat d'excel·lent. La platja ha estat distingida amb el distintiu de Bandera Blava, que reconeix internacionalment la qualitat de l'aigua i serveis.